# Bồ câu nhà
Bồ câu nhà (Danh pháp khoa học: Columba livia domestica) là những loại bồ câu có nguồn gốc từ Gầm ghì đá và được con người thuần dưỡng từ rất sớm tại Lưỡng Hà và Ai Cập cổ đại. Bồ câu nhà được nuôi như một loại gia cầm để lấy thịt bồ câu, dùng để làm bồ câu cảnh, bồ câu đưa thư hay nuôi như thú cưng. Chim bồ câu đã được nuôi dưỡng từ lâu, những năm gần đây đã được người dân nuôi nhiều để giết thịt, ở một số nước Châu Âu, Mỹ, người ta không giết thịt chim bồ câu). Người ta phân chia chim Bồ Câu làm ba loại hình: Chim nuôi thịt, chim cảnh, chim đưa thư. Trên thế giới có khoảng 150 giống (nòi) bồ câu khác nhau.

## Chăn nuôi

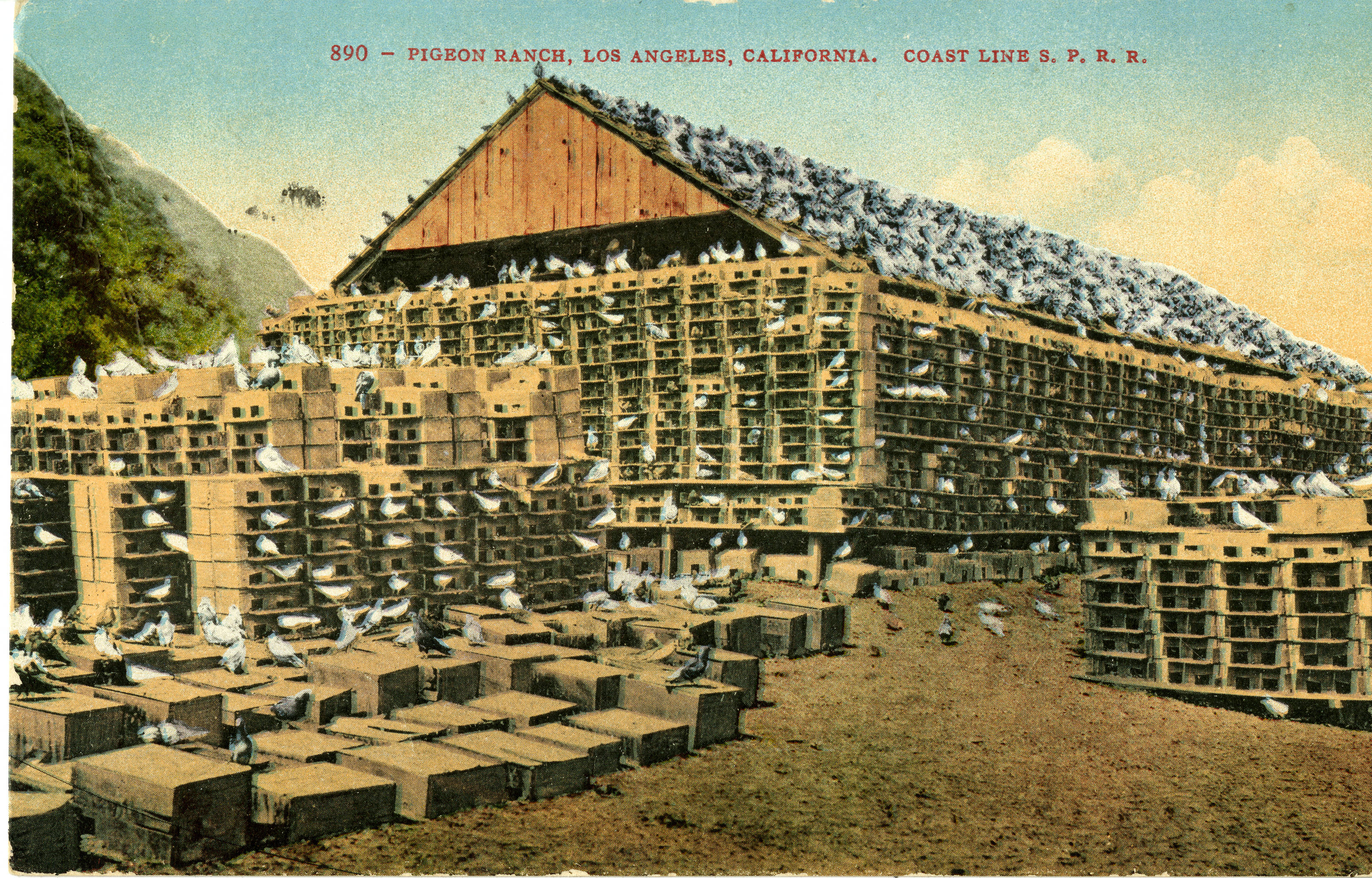
Bưu thiếp cũ chụp ảnh Trang trại chim bồ câu California ở trung tâm Los Angeles được thành lập vào năm 1898 bởi J. Y. Johnson.

Bồ câu nhà được nuôi tại nhiều nước, đây là loài gia cầm tương đối dễ nuôi. Nuôi chim bồ câu không đòi hỏi kỹ thuật chăm sóc, chi phí cao mà hiệu quả nhanh. Chim bồ câu siêu thịt, có thể nặng từ 1,2 kg trở lên, dễ nuôi, nhanh lớn, ít bệnh, sinh sản tốt. Một số giống bồ câu nhà có thể tận dụng từ sản phẩm nông nghiệp dư thừa như: đậu nành xấu, ngô, lõi ngô, rau cỏ đem nghiền thành cám viên cho chim bồ câu ăn. Chim bồ câu nhà đòi hỏi chuồng nuôi thoáng mát.
Việc nuôi chim bồ câu nhà trong trại có nhiều tiện lợi, không những thời gian có ánh nắng dài, mà còn có thể lợi dụng tia tử ngoại để diệt khuẩn. Chim bồ câu rất nhạy cảm với ánh sáng. Sự đẻ trứng chỉ phụ thuộc vào một phần ánh sáng nhưng sự ấp trứng lại phụ thuộc chặt chẽ vào yếu tố ánh sáng. Bản năng ấp trứng của bồ câu phụ thuộc vào thời gian chiếu sáng ban ngày tối thiểu là 13 giờ. Tạo thói quen, dù có đi ăn xa khi đến giờ ăn chim rủ nhau về nhà để ăn thức ăn quen thuộc.
Một số giống bồ câu nhà có thể kể đến là: Bồ câu Pháp có nguồn gốc từ nước Pháp. Chúng xuất xứ tại vùng Đông Nam nước Pháp và Đông Nam nước Bỉ từ những con bồ câu sống tự do. Loại chim này đã được lai tạo và chọn giống qua nhiều năm để hình thành nên một giống bồ câu thịt và đây là giống bồ câu có kích thước lớn nhất để sử dụng vào mục đích chăn nuôi lấy thịt bồ câu, những con bồ câu Pháp lớn nhanh hơn so với bồ câu địa phương khác và nhiều loại vật nuôi. Bồ câu Jacobin thuộc là giống chim bồ câu cảnh được thuần hóa tại châu Á với đặc trưng là bộ lông giống như sư tử. Ngoài ra còn giống bồ câu Việt Nam.

## Sản phẩm
Tại một số nước Đông Á, theo dân gian thì bồ câu là món ăn được nhiều người biết đến vì chúng dễ tìm, dễ chế biến lại ngon và bổ dưỡng và được sử dụng như những vị thuốc. Bồ câu thịt được dùng phổ biến làm thực phẩm và làm thuốc chữa bệnh ngoài ra dùng để nấu cháo, hầm, nướng.... Trứng chứa đạm 9,5%, chất béo 6,4%, cùng hợp chất đường, calci, sắt, phosphorus, tiết chim có nhiều đạm, sắt. Xương chim bồ câu mềm, giàu sinh tố Chondroizin. Trong gan tạng chim bồ câu có loại sinh tố mật tốt có thể giúp cơ thể hấp thụ cholesterol.